# John Ebeling
John Michael Ebeling  (nacido el 2 de enero de 1960 en Trenton, Nueva Jersey) es un exjugador de baloncesto estadounidense. Con 2,03 metros de estatura, jugaba en la posición de pívot. Toda su trayectoria profesional transcurrió en Europa, en Italia, donde adquirió la nacionalidad italiana, en España, donde jugó en 4 equipos y en Suiza, donde jugó una temporada.

## Trayectoria
- Pallacanestro Ferrara (1982-1985)
- Pallacanestro Florencia (1985-1987)
- Libertas Forlì (1988 )
- Basket Massagno (1989-1990)
- Club Deportivo Oximesa Granada (1990-1991)
- Granollers Esportiu Bàsquet (1991-1992)
- Pallacanestro  Ferrara (1992-1993)
- CB Murcia (1993-1994)
- Joventut Badalona (1994-1995)
- Pallacanestro  Cantù (1996-1997)
- Pallacanestro Reggiana (1997)
- Fabriano Basket (1997-1998)
- Basket Club Ferrara (1998-2001)
- Benedetto XIV Cento (2001-2002)
- Basket Club Ferrara (2002)
- Lumezzane (2002-2003)
- Benedetto XIV Cento (2003-2004)
- Triboldi Soresina (2005)